# لوی موناوازا
لوی موناوازا (انگلیسی: Levy Mwanawasa؛ زاده ۳ سپتامبر ۱۹۴۸ – درگذشته ۱۹ اوت ۲۰۰۸) سیاست‌مدار اهل زامبیا بود که ۳مین رئیس‌جمهور زامبیا به‌شمار می‌رود.